# Grand Kallé
Joseph Athanase Kabasele Tshamala, plus connu sous le nom de scène Grand Kallé, né le 16 décembre 1930 à Matadi (alors au Congo belge) et mort le 11 février 1983 à Kinshasa, est un chanteur et musicien congolais. Il est considéré comme le père de la musique congolaise moderne.

## Biographie
Sa carrière s'est particulièrement développée au sein du groupe Le Grand Kallé et l'African Jazz, qui a été pionnier de la rumba congolaise, avec des influences de cha-cha-cha. Groupe le plus populaire de l'époque, il a notamment vu passer dans ses rangs le saxophoniste Manu Dibango et les chanteurs Tabu Ley Rochereau et Pepe Kalle.
En 1960, il a fondé son propre label, Surboum African Jazz, qui a notamment produit le TP OK Jazz de Franco Luambo et permis de diffuser des enregistrements de qualité vers les marchés occidentaux. Il consacre l'une de ses chansons à Patrice Lumumba, l'un des pères de l'indépendance du Congo.
Il est enterré au cimetière de la Gombe à Kinshasa.